# Retable Heller
Le Retable Heller est un un polyptyque réalisé entre 1508 et 1510 par les peintres germaniques Albrecht Dürer et Mathis Grünewald pour Jakob Heller, un riche bourgeois de Francfort-sur-le-Main.
Deux des panneaux dus à Dürer et à son atelier ne nous sont pas parvenus. C'est notamment le cas du grand panneau central, détruit au XVIIIe siècle mais connu grâce à une copie effectuée par Jobst Harrich au début du XVIIe siècle. Il représentait l’Assomption ainsi que le Couronnement de la Vierge et comportait un autoportrait du maître de Nuremberg.
Les panneaux subsistants sont conservés et exposés dans trois musées de l'Ouest de l'Allemagne : le Musée historique de Francfort, le Musée Städel de cette même ville et la Staatliche Kunsthalle de Karlsruhe.

## Histoire
Riche marchand de draps et bourgmestre de Francfort, Jakob Heller (vers 1460-1522) passe commande d'un triptyque à Dürer lors de son passage à Nuremberg, en 1507.
Dürer ne se met pas immédiatement au travail, car il doit d'abord achever le Martyre des dix mille chrétiens commandé par Frédéric III de Saxe, ce qui sera chose faite en avril 1508. Entre-temps, il fait préparer les panneaux de sa future œuvre par un menuisier et un apprêteur.
Heller avait initialement accepté de payer 130 florins à la livraison de l’œuvre. Malgré quelques avances consenties par la suite, cette somme s'avère bientôt insuffisante face aux frais considérables laissés à la charge de l'artiste, comme l'achat des couleurs et notamment du très coûteux bleu outremer. Les lettres envoyées par Dürer à son commanditaire témoignent des âpres négociations entre l'artiste et son client. Finalement, face aux doléances de Dürer, qui menace de vendre l’œuvre à un mécène plus généreux, Heller se laisse convaincre de donner 200 florins au peintre. Magnanime, le bourgmestre de Francfort accepte également d'offrir un bijou à Agnès, l'épouse de Dürer, et gratifie le jeune Hans Dürer, frère cadet et assistant d'Albrecht, d'un pourboire de 2 florins.

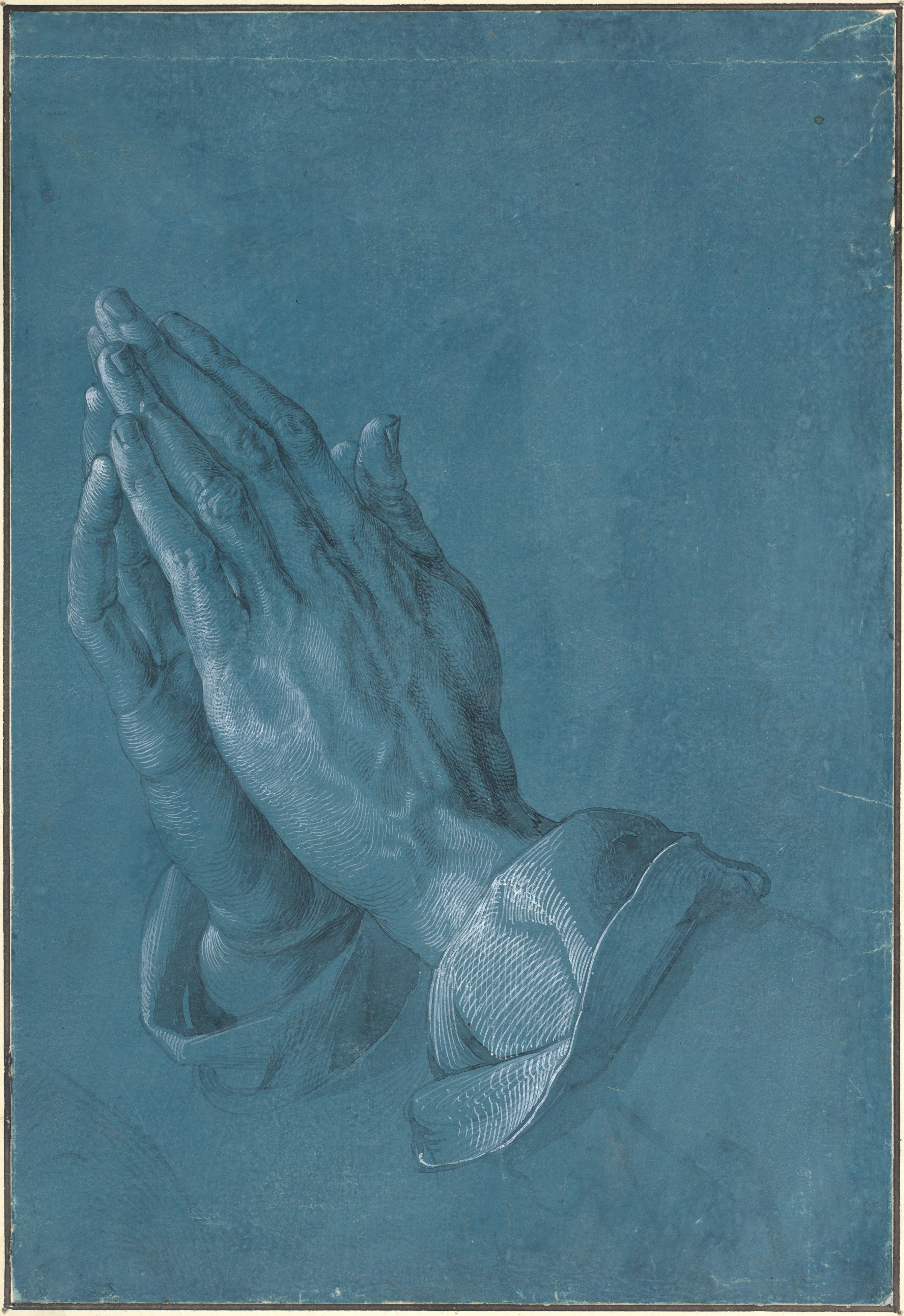
Dürer, Mains en prière, dessin au pinceau sur papier bleu, 1508, Vienne, Albertina.

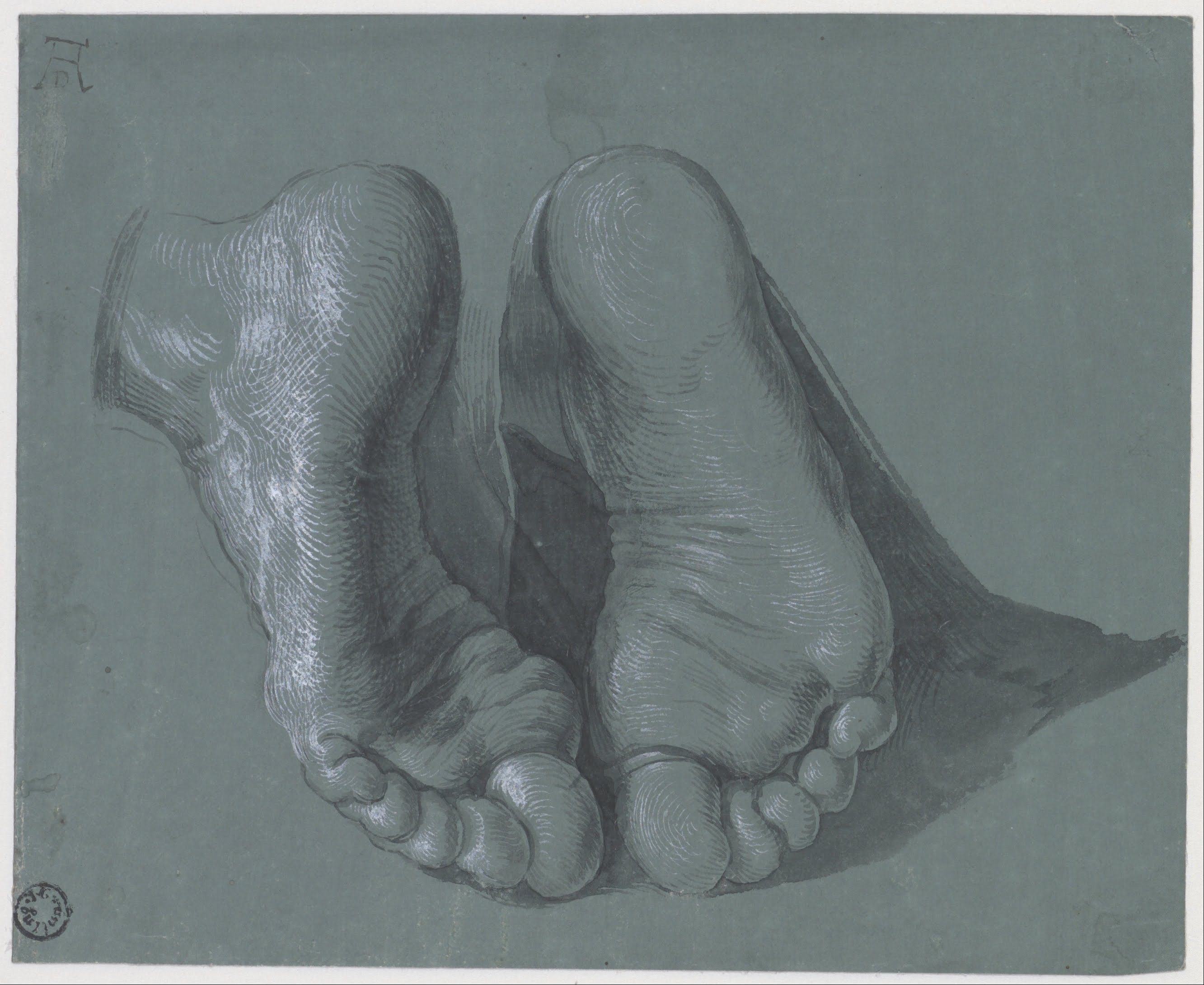
Dürer, Étude de pieds, 1508, Rotterdam, Musée Boijmans Van Beuningen.

Dürer accordait beaucoup d'importance à cette commande, à laquelle il a consacré quinze mois de travail, d'avril 1508 à août 1509, et pour laquelle il a réalisé de nombreux dessins préparatoires, dont plusieurs ont été conservés. Le plus célèbre d'entre eux est le dessin qui représente des Mains en prière et qui constitue une étude pour les mains de l'apôtre du coin inférieur droit de la scène centrale.
Dans un second temps, entre 1509 et 1510, Grünewald est chargé de peindre les quatre panneaux fixes qui doivent encadrer le triptyque fermé.

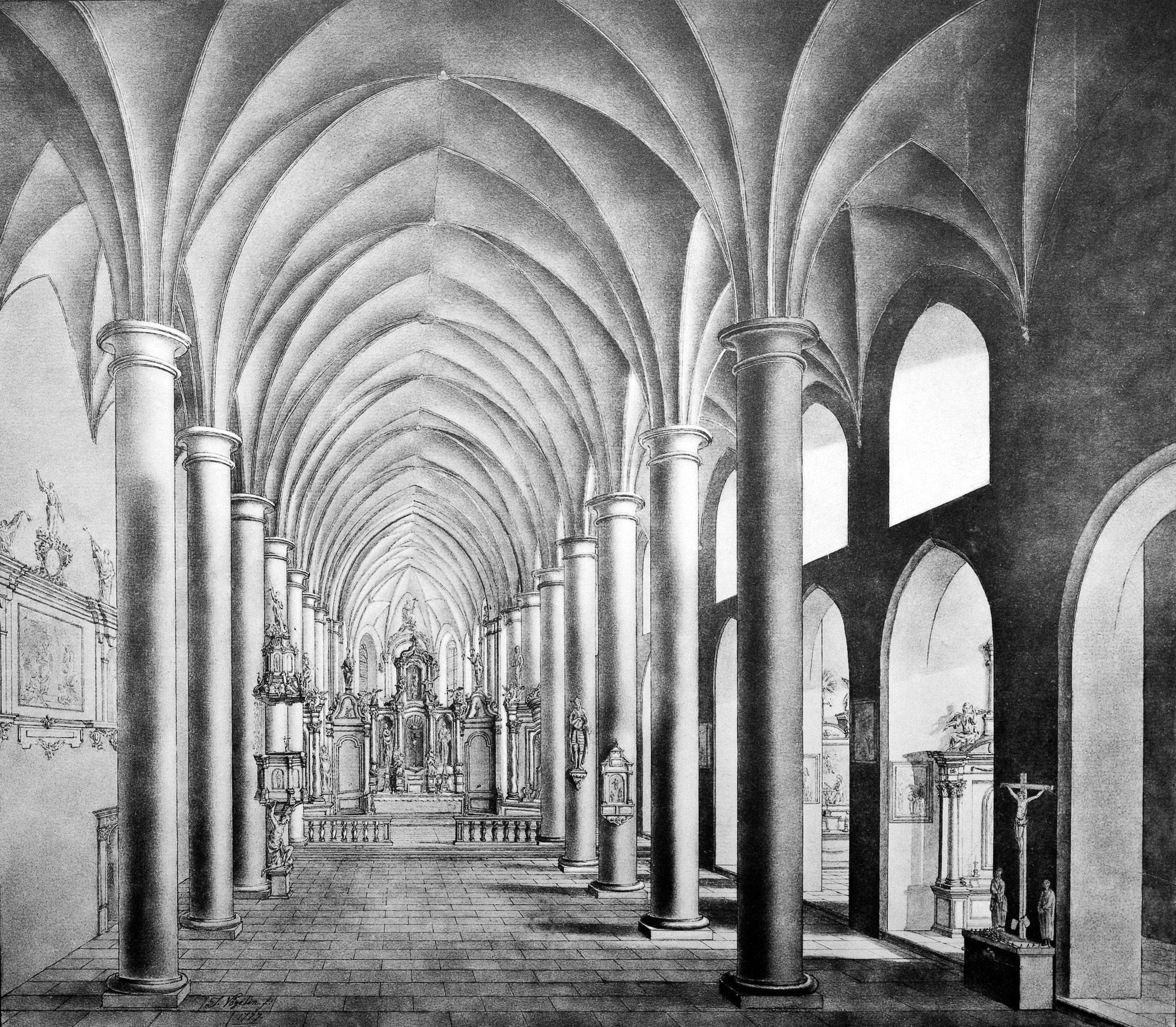
Vue de l'église des Dominicains de Francfort par Johann Vögelin (1777).

Après son achèvement, le retable est placé dans la chapelle saint-Thomas de l'église du couvent des Dominicains de Francfort, où les époux Heller seront inhumés.
Au cours des décennies suivantes, l’œuvre de Dürer suscite beaucoup d'admiration, comme en témoigne Carel van Mander en 1604 : « À Francfort, dans un couvent de moines, existe une très belle peinture d'Albert [Dürer]. C'est une Assomption de la Vierge dont la grande beauté des figures mérite d'être signalée. Il y a surtout un chœur d'anges très délicatement traité. Les chevelures sont faites avec ce soin et cette adresse que l'on constate dans les estampes du maître. Le peuple fait un cas particulier de la plante du pied d'un apôtre agenouillé et, de fait, on a offert déjà des sommes considérables pour pouvoir emporter cette partie du tableau. Ce que cette œuvre procure tous les ans de bénéfices aux moines, par les pourboires des hauts personnages, des négociants, des voyageurs et des curieux qui se présentent pour la voir, est chose à peine croyable. »
Ce succès auprès des connaisseurs permet de comprendre pourquoi, en 1614, Maximilien de Bavière acquiert le panneau central en échange d'une rente annuelle de 400 florins en faveur des Dominicains. Remplacé par une copie réalisée par Harrich entre 1613 et 1614, ce chef-d’œuvre de Dürer est transporté à la résidence de Munich, où il est détruit lors d'un incendie en 1729,.
Après la dissolution du couvent des Dominicains en 1790 et le recès de 1803, la ville de Francfort entre en possession de ce qui reste du retable Heller. Les panneaux subsistants sont ensuite transférés au Saalhof, où ils sont réassemblés à l'issue des recherches menées par Moritz Thausing.
Le triptyque est aujourd'hui exposé au Musée historique de Francfort, qui a déposé deux des panneaux latéraux de Grünewald au Städel. Les deux autres sont conservés au musée de Karlsruhe.

## Description

### Retable ouvert

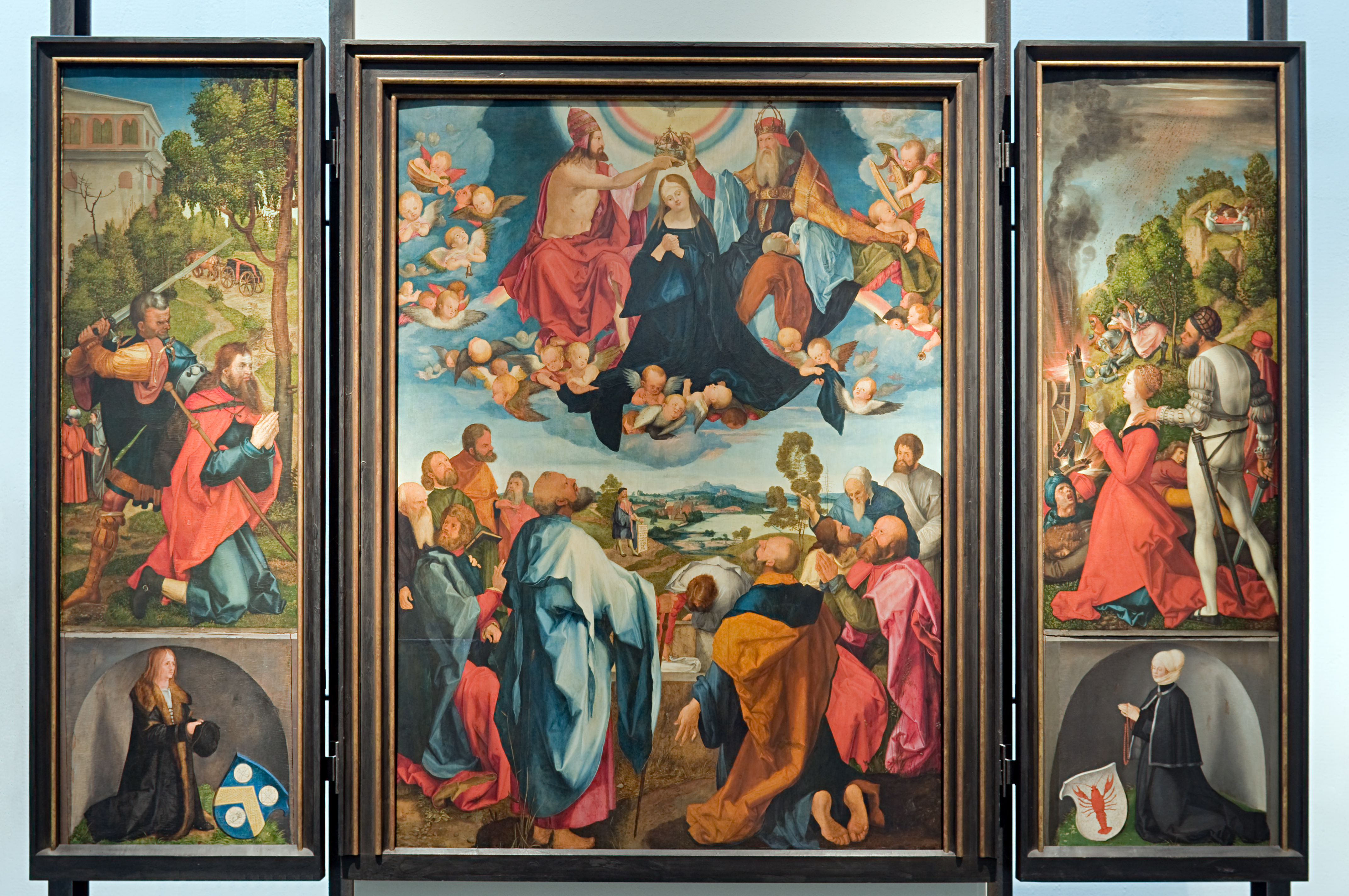
Le retable ouvert, avec la copie du panneau central réalisée au début du XVIIe siècle.

Ouvert, le retable se composait d'un grand panneau central flanqué de deux volets mobiles.
Le panneau central, détruit au XVIIIe siècle mais connu par la copie de Jobst Harrich (189 × 139 cm), se lisait en deux parties :
- en haut, dans une composition en arcs de cercles concentriques, on voyait la Vierge, portée au ciel par des chérubins et angelots musiciens, en train d'être couronnée par Jésus, Fils de Dieu, coiffé d'une tiare, et par Dieu le Père, coiffé d'une couronne impériale, sous une colombe figurant le Saint-Esprit ;
- en bas, groupés autour du tombeau vide de la Vierge et disposés selon un demi-cercle faisant écho à ceux de la partie supérieure, les douze apôtres manifestaient une grande variété d'attitude en réponse au miracle qui les surplombait.

Cette composition fait écho à celle du Retable Oddi (vers 1502-1504) de Raphaël, qui combine également l'iconographie de l'Assomption et celle du Couronnement de la Vierge et dont Dürer a pu avoir connaissance lors de son second voyage en Italie (1505-1507).

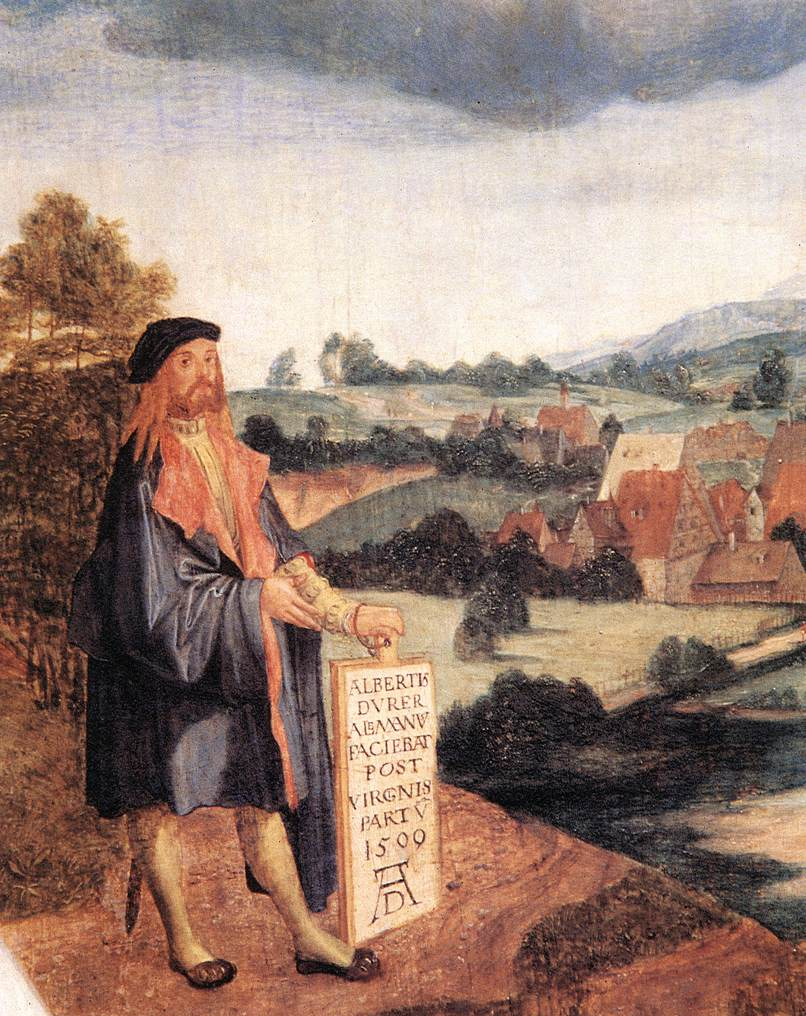
Copie du panneau central : détail de la copie de l'autoportrait de Dürer.

Au centre de ce panneau, en arrière-plan, devant un village au bord d'un lac, Dürer s'était représenté en pied, tenant un panneau portant son monogramme surmonté de l'inscription latine ALBERTVS DURER ALEMANUS FACIEBAT POST VIRGINIS PARTṼ [PARTUM] 1509 (« Fait par Albrecht Dürer, Allemand, en [l'an] 1509 après l'accouchement de la Vierge »).
Selon l'historienne Ulinka Rublack, la présence d'un tel autoportrait au centre de la composition, et non en périphérie comme dans La Fête du rosaire (1506), pourrait être interprété comme un acte d'affirmation voire de revanche de l'artiste à l'encontre du manque de générosité de son riche client. Il est cependant à noter que l'autoportrait du Martyre des dix mille chrétiens (1508) occupe une place comparable sur ce dernier tableau.
Les volets latéraux mobiles, conservés, se composent chacun de deux panneaux, peints par les assistants du maître :
- sur les plus petits (53 × 57 cm, soit moins d'1/3 du volet), en bas, le commanditaire et son épouse, Catherine de Melem († 1518), sont représentés en orants, dans des niches en plein cintre, à côté de leurs blasons respectifs ;
- sur les plus grands (142 × 61 cm, soit plus de 2/3 du volet), en haut, leurs saints patrons respectifs, saint Jacques et sainte Catherine, également à genoux et en prière, tournent leur regard vers le couronnement du panneau central et se préparent à subir leur martyre, car un bourreau armé d'une épée se tient debout derrière chacun d'eux.

### Retable fermé

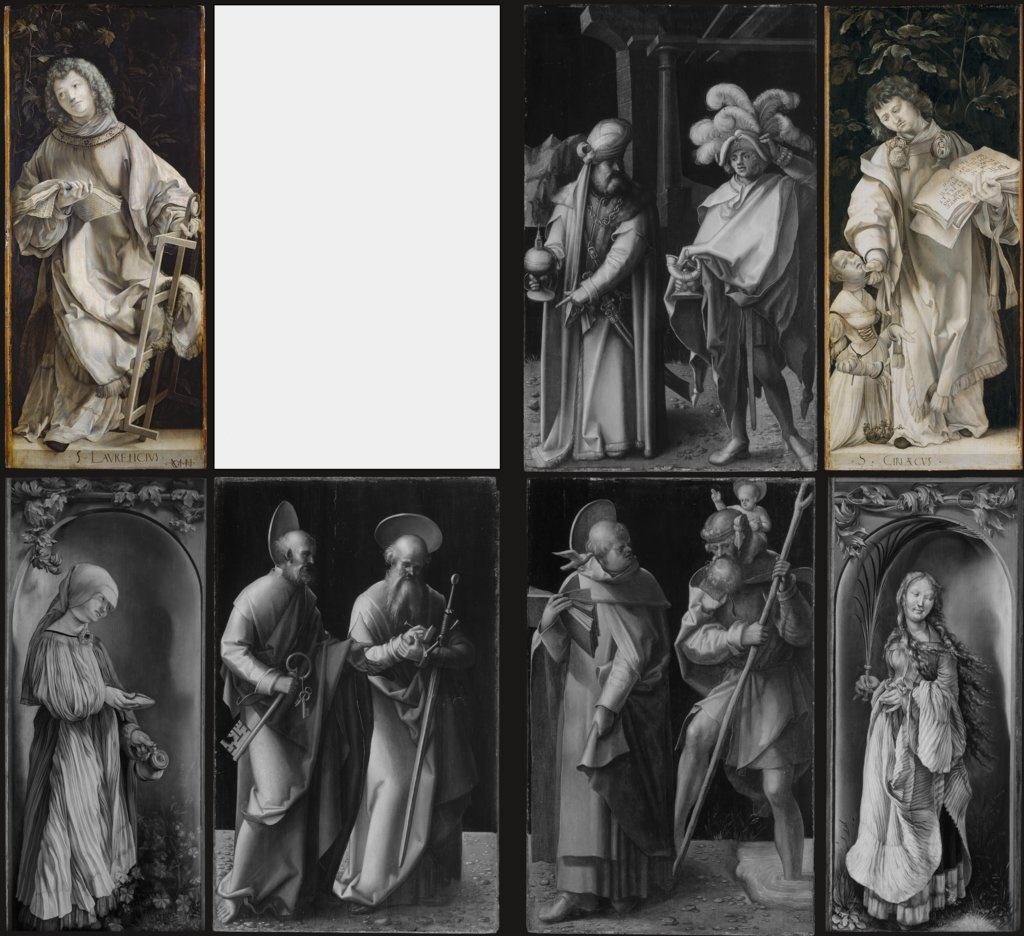
Reconstitution du retable fermé, flanqué des panneaux fixes peints par Grünewald. L'un des panneaux de l’Adoration des mages est manquant.

Conformément à l'usage, le triptyque fermé présentait des personnages en grisaille évoquant des sculptures en pierre.
Au revers des volets mobiles du triptyque de Dürer, on voyait, sur deux registres d'égale hauteur :
- une Adoration des mages, dont le panneau de gauche, représentant l'un des rois mages adorant l'Enfant Jésus, est aujourd'hui perdu ;
- les saints Pierre (clés) et Paul (épée) sur le panneau de gauche, et, sur celui de droite, saint Thomas d'Aquin, patron de la chapelle qui abritait le retable, et saint Christophe.

Ces quatre panneaux (96 × 60 cm chacun) ne sont pas de la main de Dürer mais ont été exécutés, dans son atelier et sous sa direction, par ses assistants, dont son jeune frère Hans.
Ils étaient encadrés par les quatre panneaux fixes (environ 100 × 43 cm chacun) peints par Grünewald.
Ceux du registre supérieur, déposés par au Städel, montrent saint Laurent, reconnaissable au gril, instrument de son martyre, et un autre saint diacre, Cyriaque, qui est en train de guérir par exorcisme la fille de l'empereur Dioclétien. Le monogramme du peintre (MG superposés et N) est visible au bas du panneau de saint Laurent.
Les deux panneaux du registre inférieur, conservés à Karlsruhe, représentent sainte Élisabeth de Thuringe et une autre sainte tenant une palme de martyre, peut-être Bibiane ou plutôt Lucie de Syracuse, car on ne voit pas ses yeux.